# Melaine Walkerová
Melaine Walkerová (* 1. března 1983, Kingston) je bývalá jamajská atletka, olympijská vítězka a mistryně světa v běhu na 400 metrů překážek. 

## Kariéra
Byla velmi úspěšná v juniorských kategoriích. Na juniorském mistrovství světa v Annecy v roce 1998 skončila pátá na dvoustovce a získala bronzovou medaili ve štafetě na 4×100 metrů. O rok později na mistrovství světa do 17 let v Bydhošti vybojovala stříbro v běhu na 200 metrů a ve finále stovky s překážkami obsadila šesté místo. Z juniorského mistrovství světa 2000 si odvezla bronz z běhu na 400 m př. a stříbro ze štafety na 4×400 metrů. V roce 2002 na MSJ v Kingstonu získala na čtvrtce s překážkami stříbro v čase 56,03 s.
Na Mistrovství světa v atletice 2007 v Ósace skončila na čtvrtce s překážkami v semifinálovém běhu. Olympijské zlato na letních hrách v Pekingu získala v novém olympijském rekordu, když ve finále zaběhla čas 52,64 s. O rok později na světovém šampionátu v Berlíně vybojovala zlatou medaili v čase 52,42 s. Jedná se o druhý nejlepší čas celé historie. Za světovým rekordem Rusky Julie Pečonkinové zaostala o osm setin sekundy.

## Osobní rekordy
- běh na 400 metrů překážek – 52,42 s – 20. srpna 2009, Berlín (NR)
- běh na 4 x 400 metrů – 3:25,04 – 20. dubna 2008, Walnut